# Viettesia luctuosa
Viettesia luctuosa là một loài bướm đêm thuộc phân họ Arctiinae, họ Erebidae.